# أبو زيد المقرئ الإدريسي
أبو زيد المقرئ الإدريسي (1960، مراكش) سياسي إسلامي وداعية ومفكر مغربي، شغل منصب نائب برلماني عن حزب العدالة والتنمية وهو من منظري حركة التوحيد والإصلاح.

## مسيرته
ولد بمدينة مراكش من أسرة متدينة. ثم انتقل إلى الجديدة حيث شغل والده الحاج عبد الله المقرئ الإدريسي منصب محتسب المدينة بالإضافة إلى تدريسه اللغة العربية والتربية الإسلامية وممارسته الخطابة والوعظ بمساجد المدينة، وأشرفت أمه الحاجة على تحفيظه القرآن. تلقى تعليمه الابتدائي والثانوي بالمدينة نفسها ليلتحق بعدها بجامعة محمد الخامس بالرباط ثم أستاذا بجامعة الحسن الثاني بالدارالبيضاء.
سنة 1982 حصل على الإجازة في الأدب العربي وفي 1984 على دبلوم الدراسات الجامعية العليا تخصص لسانيات و1987 دبلوم الدراسات العليا تخصص لسانيات.

### مسيرته المهنية
شغل بين 1984-1986 أستاذ مساعد كلية الآداب والعلوم الإنسانية شعبة اللغة العربية، البيضاء في مادة النحو العربي، فقه اللغة، المدخل إلى اللسانيات
وبين 1986-1990 كأستاذ مساعد كلية الأدب والعلوم الإنسانية شعبة اللغة العربية وشعبة الدراسات الإسلامية
في مادة النحو، فقه اللغة، علوم القرآن والحديث، اللسانيات . وبين سنوات 1990-1997 أستاذ التعليم العالي مساعد شعبة اللغة العربية وآدابها في مادة علم الدلالة، النحو العربي. أما بين 1997-2002 انتخب كنائب برلماني عن حزب العدالة والتنمية وبين 2002-2007، انتخب لولايتين متتابعتين، وعمل كرئيس للجنة الصداقة المغربية - الإيرانية التابعة للبرلمان.
وهو عضو لجنة القطاعات الإنتاجية التابعة للبرلمان، فلجنة القطاعات الاجتماعية، ثم لجنة العدل والتشريع. وبين 2012-2007 انتخب كنائب برلماني عن حزب العدالة والتنمية عند دائرة الجديدة- أزمور.

### النشاط العلمي والدعوي
شغل عضو في عدة هيئات علمية ودعوية، منها:
- 1983 -1986 عضو نادي الفكر الإسلامي المغربي
- 1984 -1990 عضو هيئة التحرير لمجلتي المشكاة والفرقان
- 1985 -1992 عضو المكتب التنفيذي لحركة الإصلاح والتجديد
- 1987 -1990 المسؤول الطلابي الوطني لحركة الإصلاح والتجديد
- 1992 -1996 نائب أمين مال الجمعية المغربية لمساندة مسلمي البوسنة والهرسك
- 1985 -1994 عضو في مجلس الشورى لحركة الإصلاح والتجديد
- 1996 عضو رابطة الأدب الإسلامي العالمية
- 1998 عضو المؤتمر القومي الإسلامي
- 1997 عضو الأمانة العامة لحزب العدالة والتنمية
- 2000 عضو المجلس الوطني لحزب العدالة والتنمية
- 2000 -2008 عضو مجلس أمناء ائتلاف الخير
- 2004-عضو الاتحاد العالمي لعلماء المسلمين

### نكتة أبو زيد
في ديسمبر 2013 انتشر في الشبكات الاجتماعية مقطع فيديو يعود تاريخه لأكثر من ثلاث سنوات، مقتطف من محاضرة ألقاها أبو زيد خارج المغرب تتكون من جزئين على قناة الرسالة حول موضوع الهوية، واحتوى المقطع المقتبس على نكتة حكاها أبو زيد حول البخل عند أحد الأعراق المغربية دون أن يذكر اسمها. وأثار المقطع جدلا واسعا. ورد أبو زيد بأن التعبير خانه فيها وأن الكلام أخرج عن سياقه، متهما جهات معينة بالوقوف وراء هذه الهجمة عليه، حيث تلقى تهديدات بالقتل، وابنته تلقت تهديدات بالاغتصاب. ويعود سبب هذه الهجمة حسب قوله، مواقفه من قضايا مختلفة ذات صلة بالهوية والقيم، خاصة دفاعه عن اللغة العربية ومواجهته المستمرة ضد التيار الفرنكفوني في المغرب المدافع عن استمرار هيمنة اللغة الفرنسية في المغرب. واستغرب أبو زيد صمت وتجاهل الإعلام الرسمي لتهديدات التي تلقاها. ويزيد أبو زيد إلى أنه ممنوع منذ زمن من الظهور في الإعلام الرسمي، وأن تعليمات صارمة تعطى للمسؤولين عن الإعلام والصحفيين بعدم استدعائه أو حتى أخذ مجرد رأي له في قضايا عامة. ودفعت تطورات هذا الحادث بالعديد من الفعاليات السياسية والمدنية والحقوقية والفنية إلى تأسيس تنسيقية في الدار البيضاء الكبرى للدفاع عن أبو زيد، بسبب الاستهداف الممنهج والمنسق الذي يتعرض له. وأصدر طارق السويدان، الذي كان مديرا لقناة الرسالة عندما سجلت المحاضرة، بيانًا يبرئ المقرئ من العنصرية.
وضع هواتفه تحت تصرف الأمن لمراقبتها، وشرع في إجراءات قضائية بعد أن تطوع أحد المحامين بالدار البيضاء.

## مؤلفات
من مؤلفاته:
- في المساندة النقدية لحكومة التناوب (1999).
- فلسطين وصراع الإرادات (2001).[8]
- التطبيع إبادة حضارية (2001).
- الحركة الإسلامية بين الفكر و الواقع (2002).[9]
- الغلو في الدين :المظاهر و الأسباب ، منشورات الزمن،(2010).
- معضلة العنف: رؤية إسلامية (2013).[10]
- "عموم الرحمة وعالمية الإسلام"(2014).[11]
- القرآن والعقل، جزءان، مؤسسة الإدريسي الفكرية للدراسات والأبحاث (2015).
- الطائفية وتفكيك الأمة (2016).[12]
- حروف المعاني في اللغة العربية: دراسة تركيبية و دلالية (2017).[13]
- الخطاب الدعوي : مواصفاته وأولوياته (2016).[14]
- رهانات الخطاب الإعلامي (2019).[15]
- أفهم القضية الفلسطينية ليكون لي موقف (2021).[16]
- آثار المصلحين في سير ثلة من العلماء و المجاهدين(2020).[17]
- قضايا سياسية:حوارات لبناء الوعي،جزءان، (2022).[18]

## وصلات خارجية
- الموقع الرسمي
- محاضرة أبوزيد المقرئ الادريسي عن العربية والتعريب والفرنكفونية
- محاضرة المقرئ الإدريسي ابوزيد عن "صناعة الحضارة"